# Alberto di Sassonia-Coburgo-Gotha
Alberto di Sassonia-Coburgo-Gotha (Castello di Rosenau, 26 agosto 1819 – Windsor, 14 dicembre 1861), nato principe di Sassonia-Coburgo-Gotha, dal 1840 al 1861 fu il marito della regina Vittoria del Regno Unito.
Nato in Sassonia, membro della famiglia dei duchi di Sassonia-Coburgo-Saalfeld, imparentata con la maggior parte dei monarchi europei, sposò a vent'anni la coetanea cugina Vittoria, con cui ebbe nove figli. Con il tempo prese posizione in molte cause pubbliche, come le riforme sull'educazione e l'abolizione della schiavitù nei territori dell'Impero britannico.
Molto coinvolto nell'organizzazione della Great Exhibition del 1851, Alberto contribuì fortemente allo sviluppo della monarchia costituzionale britannica nell'Ottocento, persuadendo la moglie a divenire una figura tendenzialmente al di sopra delle parti nella scena politica nazionale. Morì di febbre tifoidea a 42 anni, quarant'anni prima della consorte.

## Biografia

### I primi anni
Alberto nacque al Castello di Rosenau, presso Coburgo, in Germania, secondogenito del duca Ernesto I di Sassonia-Coburgo-Saalfeld e di sua moglie, la duchessa Luisa di Sassonia-Gotha-Altenburg. La futura moglie di Alberto, la regina Vittoria (del casato di Hannover), nacque in quello stesso anno con l'aiuto della medesima levatrice, Charlotte von Siebold, considerata la prima ginecologa tedesca. Alberto venne battezzato secondo il rito evangelico-luterano il 19 settembre 1819 nella Sala di Marmo del castello di Rosenau con l'acqua derivata dal fiume locale, l'Itz.
I suoi padrini furono la nonna paterna, Augusta di Reuss-Ebersdorf, il nonno materno Augusto di Sassonia-Gotha-Altenburg, l'imperatore Francesco II d'Asburgo-Lorena, il principe Alberto di Sassonia-Teschen e il conte Emmanuel von Mensdorff-Pouilly. Nel 1825 il prozio di Alberto, Federico IV di Sassonia-Gotha-Altenburg morì e la sua dipartita portò a una totale ristrutturazione nella suddivisione dei domini di famiglia. Il padre di Alberto si ritrovò così duca di Sassonia-Coburgo-Gotha.
Alberto e suo fratello maggiore Ernesto trascorsero la loro giovinezza in un clima turbolento, a causa della difficile relazione dei due genitori, che presto divorziarono. Dopo che la loro madre venne esiliata dalla corte nel 1824, ella sposò il suo amante, Alexander von Hanstein, conte di Polzig e Beiersdorf, perdendo così l'occasione di rivedere i suoi figli e morendo di cancro a soli 30 anni, nel 1831. L'anno successivo, il padre di Alberto si risposò con sua nipote, la principessa Antonietta Maria di Württemberg.
I due fratelli, Ernesto e Alberto, vennero educati privatamente in casa da Christoph Florschütz e poi a Bruxelles dove Adolphe Quetelet fu uno dei loro tutori. Come altri principi, Alberto studiò all'Università di Bonn ove ebbe modo di frequentare i corsi di legge, economia politica, filosofia e storia dell'arte. Egli era un bravo musicista ed eccelleva nella ginnastica, in particolare nell'equitazione. Tra i suoi insegnanti a Bonn ricordiamo il filosofo Immanuel Hermann Fichte e il poeta August Wilhelm Schlegel.

### Il matrimonio

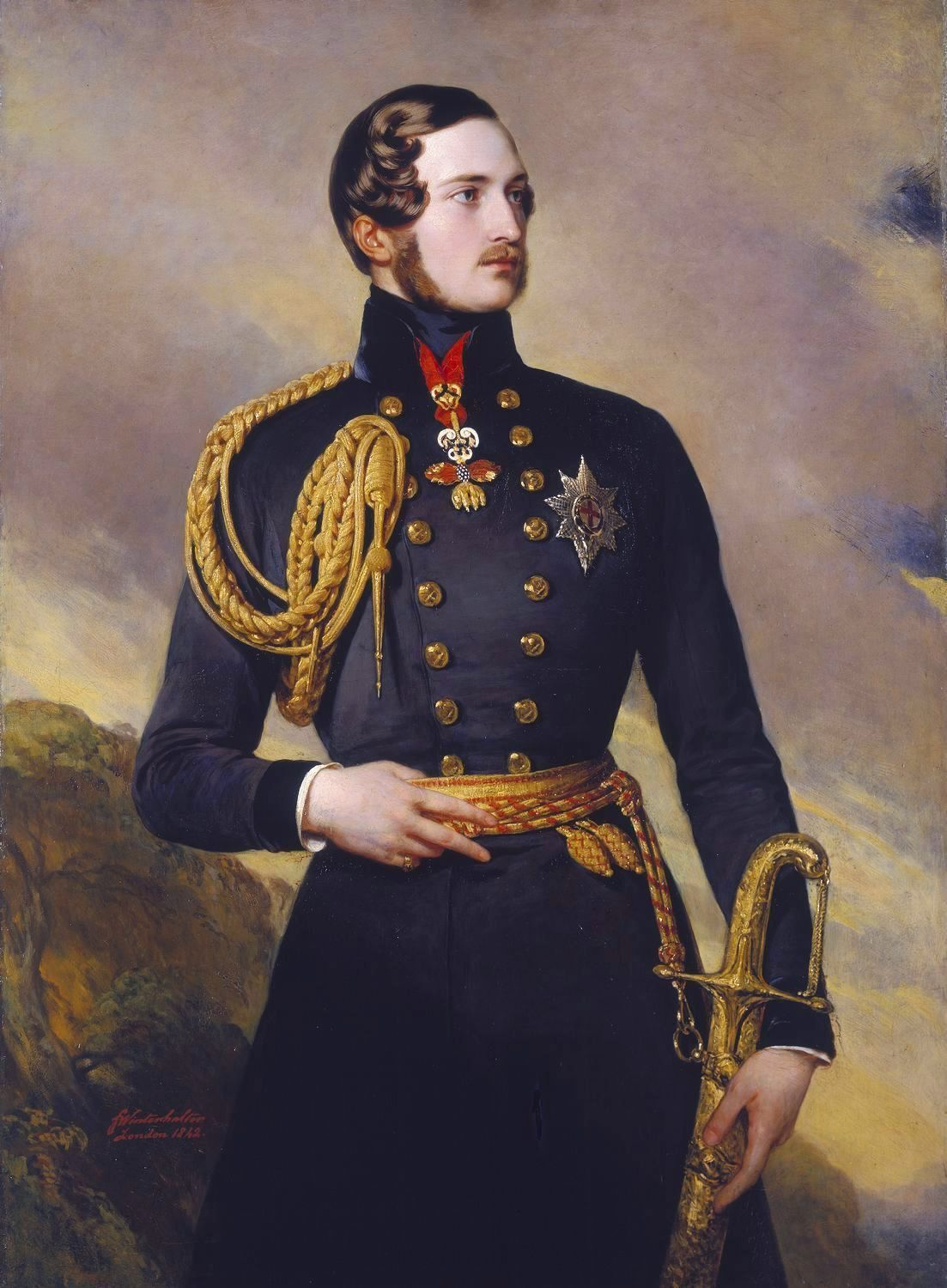
Il principe Alberto di Sassonia-Coburgo-Gotha in un ritratto giovanile, opera di Franz Xaver Winterhalter

Dal 1836 l'idea del matrimonio tra Alberto e sua cugina Vittoria iniziò a balenare nella mente del loro ambizioso zio, Leopoldo, che dal 1831 era divenuto Re dei belgi. A quel tempo, infatti, Vittoria era a tutti gli effetti l'erede al trono britannico in quanto il padre di lei, Edoardo Augusto di Kent, figlio quartogenito del re Giorgio III, era morto quando ella era ancora piccola. A quel tempo nel Regno Unito regnava Guglielmo IV, fratello maggiore di Edoardo Augusto e quindi zio di Vittoria. La madre di Vittoria, la duchessa Vittoria di Sassonia-Coburgo-Saalfeld, era sorella del padre di Alberto e di Leopoldo del Belgio.
Fu dunque il sovrano belga a convincere la sorella Vittoria a organizzare l'incontro tra Vittoria e Alberto nel maggio del 1836. Il re Guglielmo IV si era mostrato da sempre riluttante nel creare legami con i duchi sassoni, proponendo invece il principe Alessandro dei Paesi Bassi, figlio secondogenito del re Guglielmo II dei Paesi Bassi. Vittoria scrisse sul proprio diario: "Alberto è molto carino; i suoi capelli sono dello stesso colore dei miei; i suoi occhi sono grandi e blu e ha un bel naso oltre a una bocca molto dolce con bei denti, ma è soprattutto il suo charme e il suo contegno nell'espressione a renderlo assolutamente delizioso." Alessandro, d'altro canto, viene descritto come "piuttosto insignificante".
Vittoria scrisse a suo zio Leopoldo per ringraziarlo "per la prospettiva di una grande felicità che avete contribuito a darmi nella persona del caro Alberto ... Egli possiede ogni qualità che io possa desiderare per essere completamente felice." Il fidanzamento non venne ancora ufficializzato, ma le due famiglie mantennero un tacito accordo vista anche la felicità dei due giovani.
Vittoria ascese al trono appena diciottenne il 20 giugno 1837. Le sue lettere di questo periodo spostarono l'attenzione sulla formazione di Alberto in previsione del ruolo che avrebbe dovuto ricoprire al suo fianco, resistendo alla tentazione di sposarsi immediatamente. Nell'inverno del 1838–39, Alberto si recò in visita in Italia accompagnato dall'amico e consigliere Barone von Stockmar.

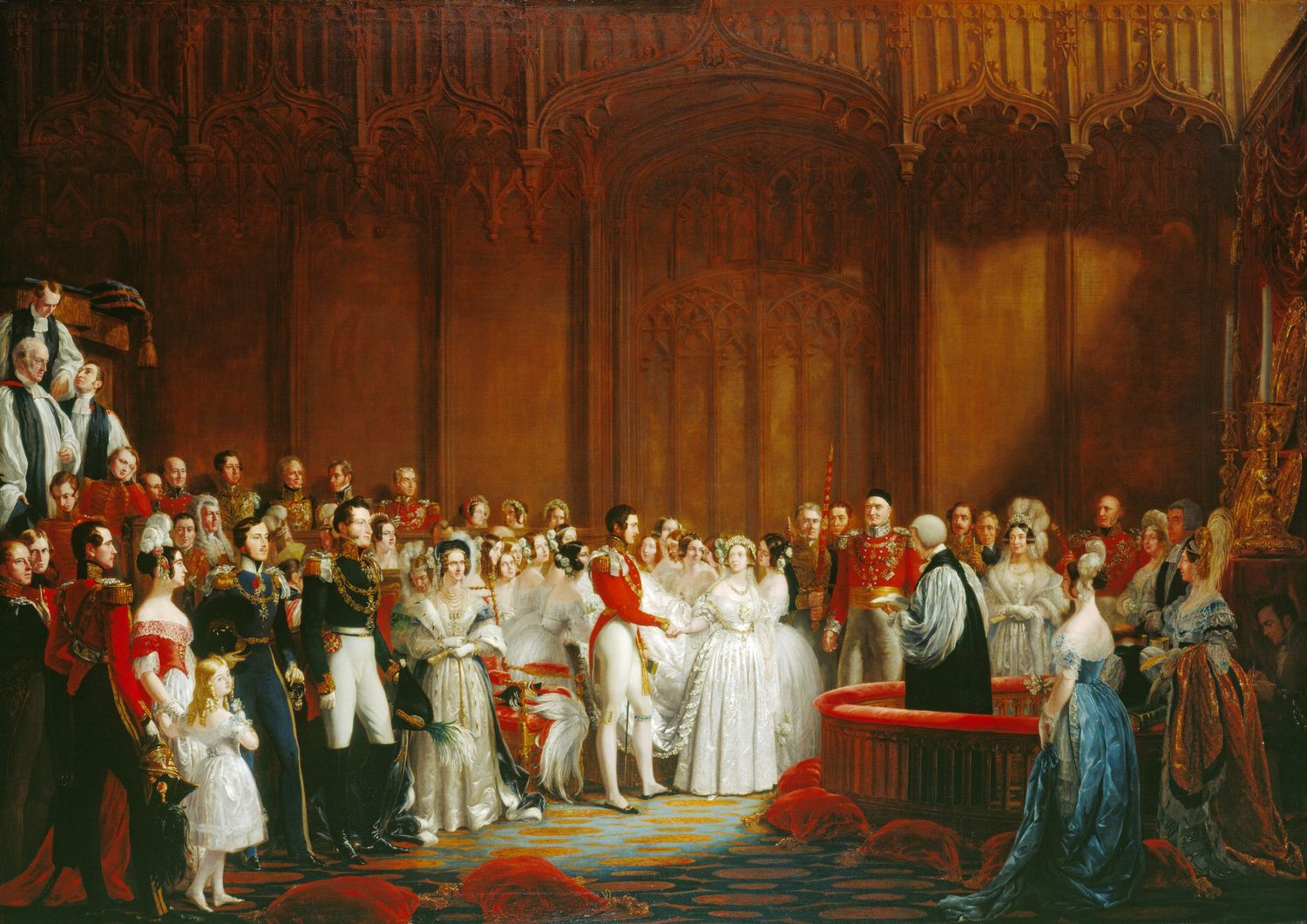
Il matrimonio di Alberto e Vittoria in un dipinto di Sir George Hayter

Alberto fece poi ritorno in Inghilterra con il fratello Ernesto nell'ottobre del 1839 per recarsi in visita alla regina, con l'obiettivo di ufficializzare finalmente il matrimonio. La proposta ufficiale da parte della regina (come era secondo la tradizione di un monarca di sesso femminile) avvenne il 15 ottobre 1839. La regina inoltre confermò tale proposta di matrimonio al proprio consiglio privato il 23 novembre di quello stesso anno, e la coppia si sposò il 10 febbraio 1840 nella Cappella Reale del palazzo di St. James. Appena prima del matrimonio, Alberto venne naturalizzato inglese attraverso un atto parlamentare, e gli venne garantito il titolo di Altezza Reale per ordine del consiglio. In un primo tempo, Alberto non era molto popolare presso gli inglesi in quanto veniva percepito come uno straniero e ancora più come un provinciale, proveniente da una famiglia aristocratica secondaria.
Fu il primo ministro William Lamb, II visconte Melbourne a consigliare alla regina di non conferire il titolo di "Re Consorte" al marito. Persino il parlamento si rifiutò di accogliere Alberto nella parìa inglese a causa di un comune sentimento antitedesco tendente a escludere Alberto da ogni ruolo politico. Il governo di Melbourne si trovò presto in minoranza e l'opposizione trasse vantaggio da questa situazione per indebolire ulteriormente le sue posizioni. Il parlamento si oppose alla nobilitazione di Alberto e gli garantì una pensione annua inferiore rispetto a quanto concesso ai precedenti consorti di monarchi inglesi, 30 000 sterline anziché l'usuale cifra di 50 000 sterline. Alberto reagì duramente a queste critiche asserendo di non necessitare di entrare a far parte della parìa inglese; egli scriveva: "Sarebbe per me quasi un passo indietro, per me che sono un duca di Sassonia, mi sento più alto io di un duca di York o di Kent." Per i successivi diciassette anni, Alberto ottenne formalmente il solo titolo di "Sua Altezza Reale il Principe Alberto" sino a quando, il 25 giugno 1857, Vittoria non prese in mano la situazione garantendogli il titolo di "Principe consorte".

### Il ruolo di Principe consorte

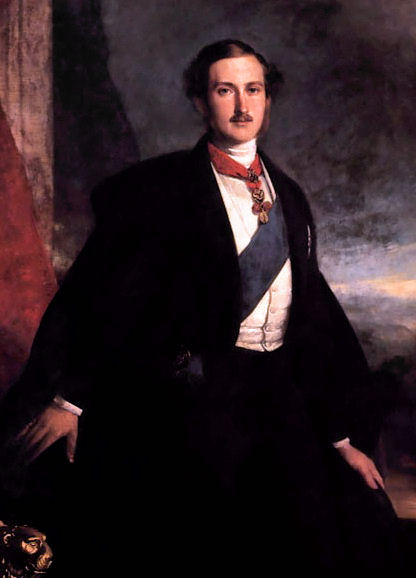
Il principe consorte Alberto di Sassonia-Coburgo-Gotha, particolare da un ritratto di Franz Xaver Winterhalter

La posizione in cui il principe Alberto si era trovato con il suo matrimonio, oltre a molte distinzioni, gli contrapponeva anche non poche difficoltà, come si evince dalle sue stesse parole: "Sono molto felice e contento, ma le difficoltà maggiori che attentano alla mia dignità si concentrano nel farmi sentire solo un marito e non un vero e proprio padrone di casa." La casa della regina era mandata avanti di fatto dalla sua corte, capeggiata dalla baronessa Louise Lehzen. Alberto la ricorda nelle sue lettere come il "Dragone di Casa" e fece di tutto per privarla del suo "potere" all'interno della casa e prendere personalmente le redini della direzione della corte.
A due mesi dal matrimonio, Vittoria rimase incinta. Alberto iniziò dunque a ricoprire ruoli pubblici; egli divenne Presidente della Società per l'Estinzione della Schiavitù (la schiavitù era già stata abolita nei territori dell'Impero britannico, ma era praticata ancora in alcune colonie oltre che negli Stati Uniti e in alcune colonie francesi). A giugno del 1840, durante una passeggiata pubblica in carrozza, Alberto e Vittoria subirono un attentato da parte di Edward Oxford, poi dichiarato pazzo, il quale esplose contro la reale coppia alcuni colpi di pistola andati a vuoto. Malgrado Alberto non fosse stato ferito, i giornali diedero grande risalto al suo coraggio di padre di famiglia nel difendere la moglie incinta e nel contempo la sua freddezza nell'attacco.
Alberto iniziò così non solo a ottenere supporto da parte del pubblico, ma anche a ottenere influenza politica a tal punto che nell'agosto di quello stesso anno il parlamento inglese varò il Regency Act 1840 con il quale egli veniva designato reggente al trono in caso che Vittoria fosse morta prima del raggiungimento della maggiore età del nascituro. Il loro primo figlio fu Vittoria, che prese il nome della madre, nata nel novembre di quello stesso anno. Nel corso dei successivi diciassette anni nacquero altri otto figli, tutti sopravvissuti all'età adulta, un fatto che la biografa Hermione Hobhouse accreditò all'assoluta influenza benevola di Alberto sulla cura dei figli. All'inizio del 1841 Alberto riuscì a ottenere la rimozione della baronessa Lehzen dai suoi incarichi e nel settembre del 1842 ella venne costretta a lasciare l'Inghilterra in maniera permanente, il che contribuì ancora una volta a mettere in risalto la figura di Alberto.
Dopo l'elezione generale del 1841 Melbourne venne rimpiazzato come primo ministro da Sir Robert Peel, il quale nominò il principe Alberto presidente della Commissione Reale incaricata di ridecorare il nuovo Palazzo di Westminster. Il Palazzo era infatti bruciato in un incendio sette anni prima e doveva essere ricostruito. Il lavoro della commissione era molto lento e l'architetto Charles Barry prese molte decisioni esterne al lavoro della commissione circa la decorazione degli interni e del mobilio. Alberto rimase in disparte ma si occupò invece privatamente di collezionismo e arte aumentando la sua collezione di dipinti tedeschi e italiani (tra i quali ricordiamo Apollo e Diana di Lucas Cranach il Vecchio e San Pietro Martire del Beato Angelico) oltre a pezzi contemporanei di Franz Xaver Winterhalter ed Edwin Landseer. Il dottor Ludwig Gruner, di Dresda, assistette il principe Alberto nel comprare i quadri della migliore qualità.
Alberto e Vittoria subirono un nuovo attentato il 29-30 maggio 1842 dal quale uscirono ancora illesi. L'attentatore, John Francis, venne incarcerato e poi condannato a morte. Gran parte di questa impopolarità era dovuta essenzialmente all'estrema aderenza che i due portavano al protocollo in pubblico, anche se nella vita privata la famiglia aveva un carattere perlopiù colloquiale e familiare. All'inizio del 1844 Vittoria e Alberto compirono un viaggio a Coburgo in occasione della morte del padre di Alberto.

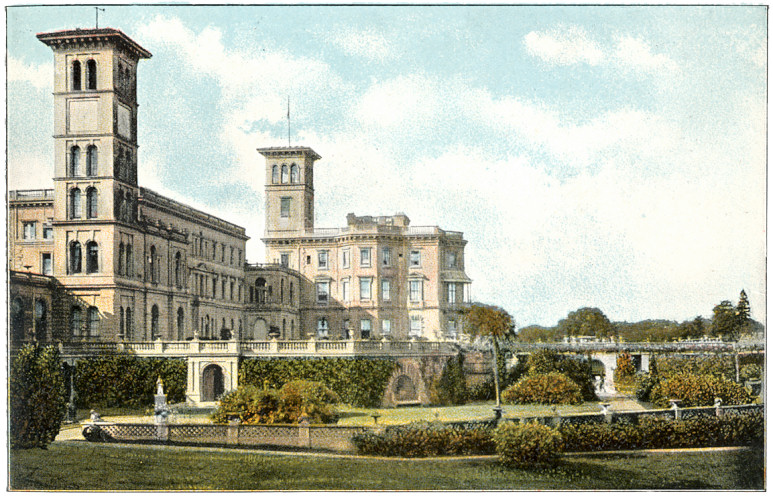
Osborne House, Isola di Wight

Dal 1844 Alberto si propose di modernizzare le finanze reali inglesi e, con le proprie finanze, acquistò Osborne House sull'Isola di Wight come residenza privata ove crescere i suoi figli, pur apportandovi delle modifiche in stile rinascimentale italiano progettate dallo stesso Alberto e dall'architetto Thomas Cubitt. Alberto spianò i terreni circostanti e promosse la trasformazione della residenza in una residenza di campagna vera e propria con tanto di stalle e terreni coltivati. Le sue stalle erano un modello per tutti gli agricoltori inglesi e altre ne volle edificare a Windsor, moltiplicando così anche le entrate della famiglia reale sfruttando le risorse e i possedimenti del Ducato di Cornovaglia, proprietà ereditaria del principe di Galles.
Al contrario di molti altri proprietari terrieri, Alberto si mosse per l'approvazione di un decreto che stabiliva un'età minima per iniziare a lavorare, soprattutto in campo agricolo e industriale. Il chierico del consiglio privato della regina, Charles Greville, scrisse di lui: "Egli è il re a tutti gli effetti."

### Riformatore e innovatore

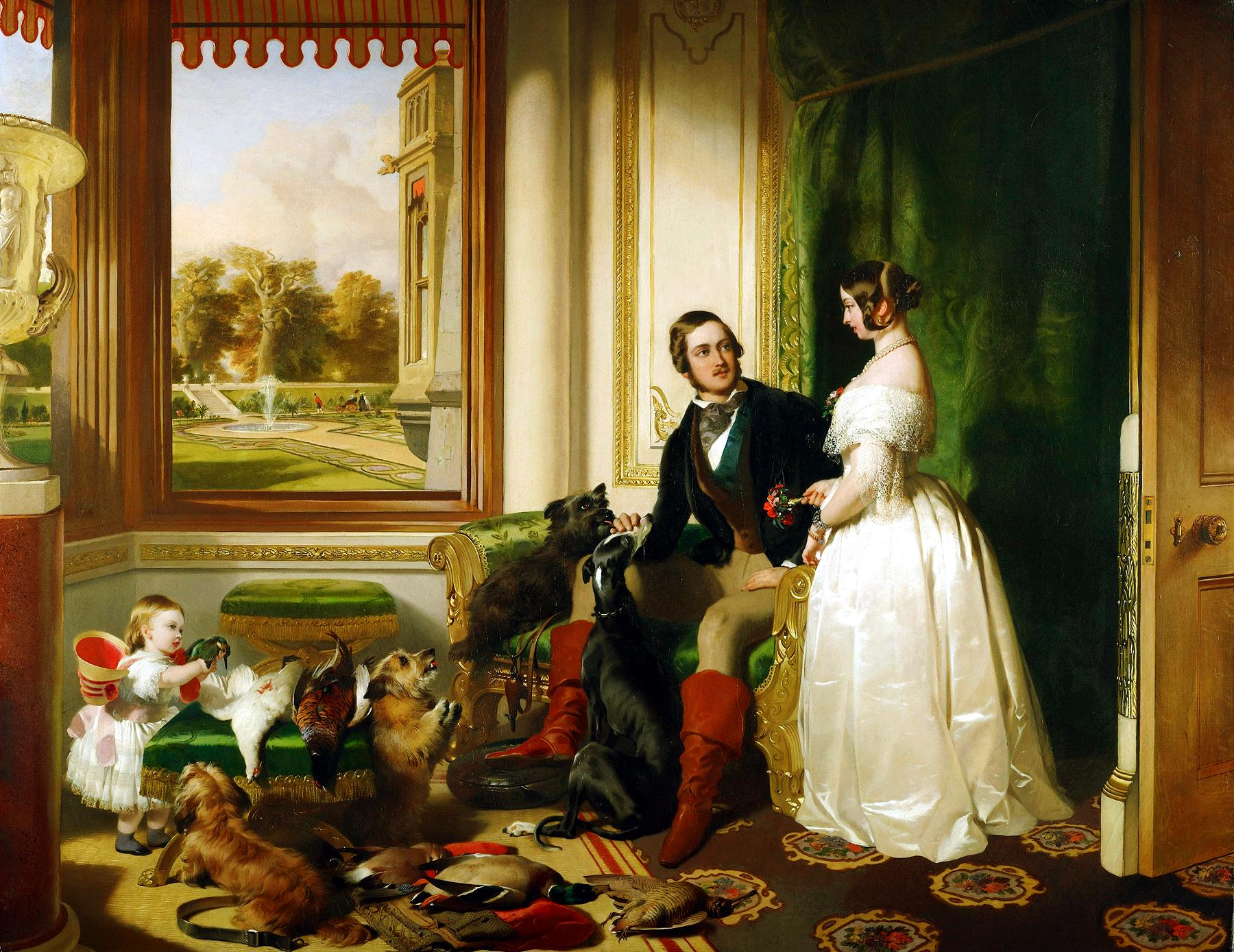
Il principe Alberto di ritorno dalla caccia al castello di Windsor con la regina Vittoria

Nel 1847 Alberto venne eletto Cancelliere dell'Università di Cambridge, ma solo dopo una lunga contestazione interna che gli contrapponeva Edward Herbert, II conte di Powis, il quale venne poi ucciso durante un incidente di caccia dal suo stesso figlio l'anno successivo. Alberto sfruttò la sua posizione di Cancelliere per riformare e modernizzare i curricula universitari, espandendo le materie e introducendo lo studio della storia moderna e delle scienze naturali.
Quella stessa estate, Vittoria e Alberto trascorsero delle piovose vacanze nell'ovest della Scozia a Loch Laggan, quando appresero dall'archiatra di corte Sir James Clark, che il loro figlio avrebbe trovato giovamento maggiore da un clima secco e soleggiato. Alberto iniziò quindi le contrattazioni per l'acquisto del Castello di Balmoral con James Duff, IV conte di Fife. Nel maggio dell'anno successivo, Alberto raggiunse Balmoral per visitarlo e a settembre del 1848 vi portò tutta quanta la famiglia.
Le rivoluzioni del 1848 portarono a una grave crisi economica anche in Inghilterra. Durante quell'anno, Vittoria e Alberto furono particolarmente attenti alla politica estera del segretario per gli esteri Henry Temple, III visconte Palmerston, dal momento che molti dei regnanti europei imparentati con Vittoria e Alberto erano stati deposti dai loro troni o costretti ad abdicare. In quell'anno la coppia diede alla luce la principessa Luisa proprio a Osborne House, lontano da Londra sebbene l'Inghilterra non avesse subito direttamente episodi di rivoluzione. Durante un discorso per la Società per lo Sviluppo della Condizione della Classe Lavoratrice, di cui era Presidente, egli espresse la sua "simpatia e interesse per quelle classi della nostra comunità che sono meno fortunate perché possano essere più degne di essere parte di questo nostro Stato".

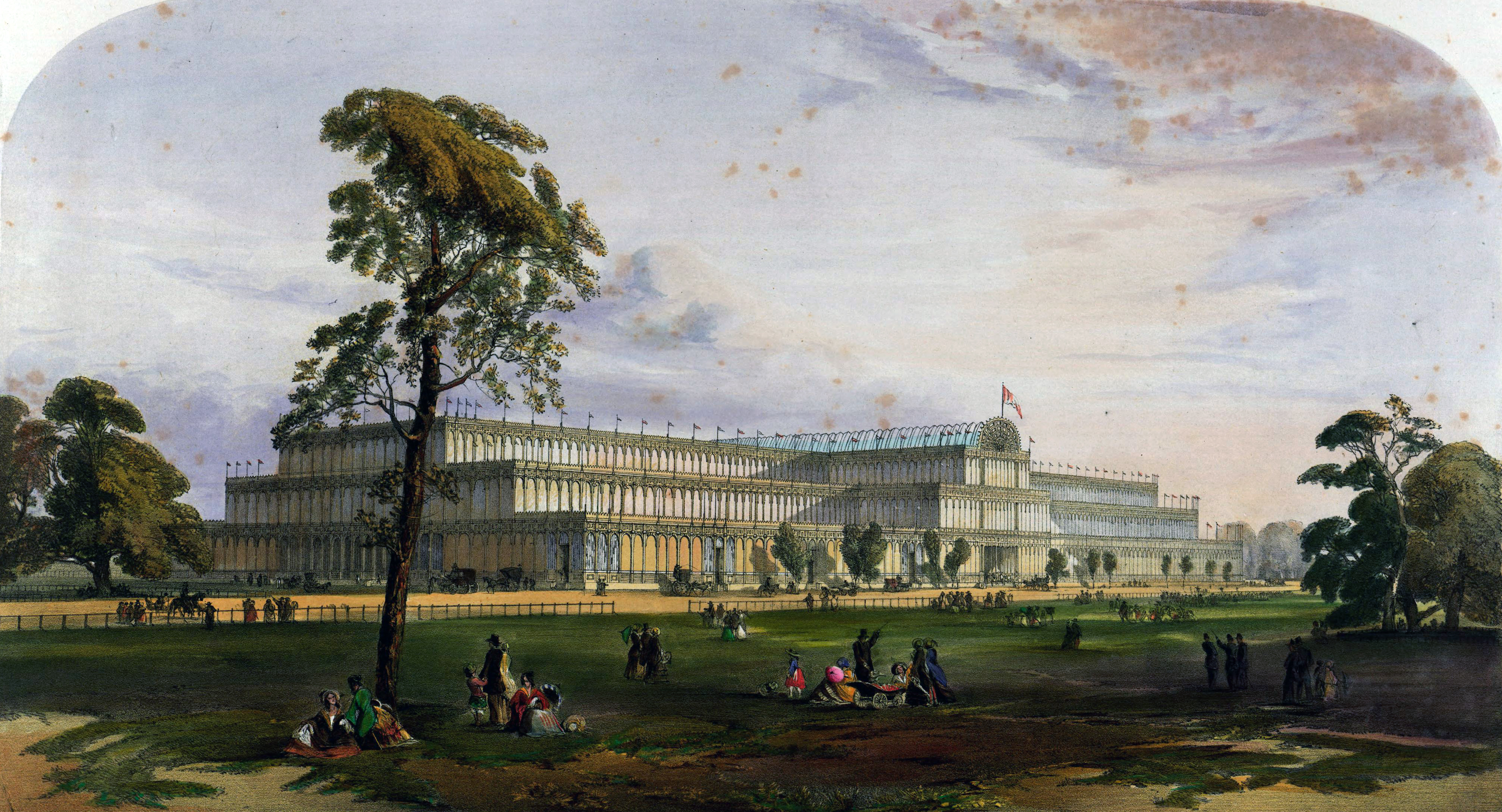
L'Esposizione universale di Londra del 1851 ebbe luogo nel Crystal Palace a Hyde Park, Londra

Alberto si dimostrò dunque un uomo dalle idee liberali e progressiste, aperto all'emancipazione, al progresso tecnologico e scientifico, all'educazione, alle teorie di Darwin e a molti altri campi disparati. La Great Exhibition del 1851 sorse come esibizione annuale promossa dalla Society of Arts, di cui Alberto fu presidente dal 1843, e dovette gran parte del suo successo internazionale alla personale attenzione che Alberto vi ripose. Alberto del resto fu presidente della Royal Commission for the Exhibition of 1851, conducendo dure lotte per ogni passo nella realizzazione dell'opera. Nella Camera dei Lord, Lord Brougham protestò vivacemente contro la proposta di tenere l'esibizione a Hyde Park adducendo il fatto che l'esposizione sarebbe stata un rapido veicolo per far convergere in Inghilterra sovversivi e rivoluzionari. Alberto del resto riteneva questi discorsi quantomai assurdi e perseverò nel suo intento, consentendo quindi alle industrie inglesi di esporre i loro prodotti e di favorire quindi l'esportazione della produzione nazionale all'estero.
La regina aprì l'esposizione nell'area appositamente allestita denominata Crystal Palace il 1º maggio 1851 e la manifestazione ebbe un successo colossale. Il ricavato diede un surplus di 180 000 sterline che vennero impiegate dal governo per acquistare delle terre a South Kensington e stabilirvi strutture educative, oltre a quello che sarà poi noto con il nome di Victoria and Albert Museum. L'area divenne nota come "Albertopolis".

### Famiglia e vita pubblica (1852–1859)

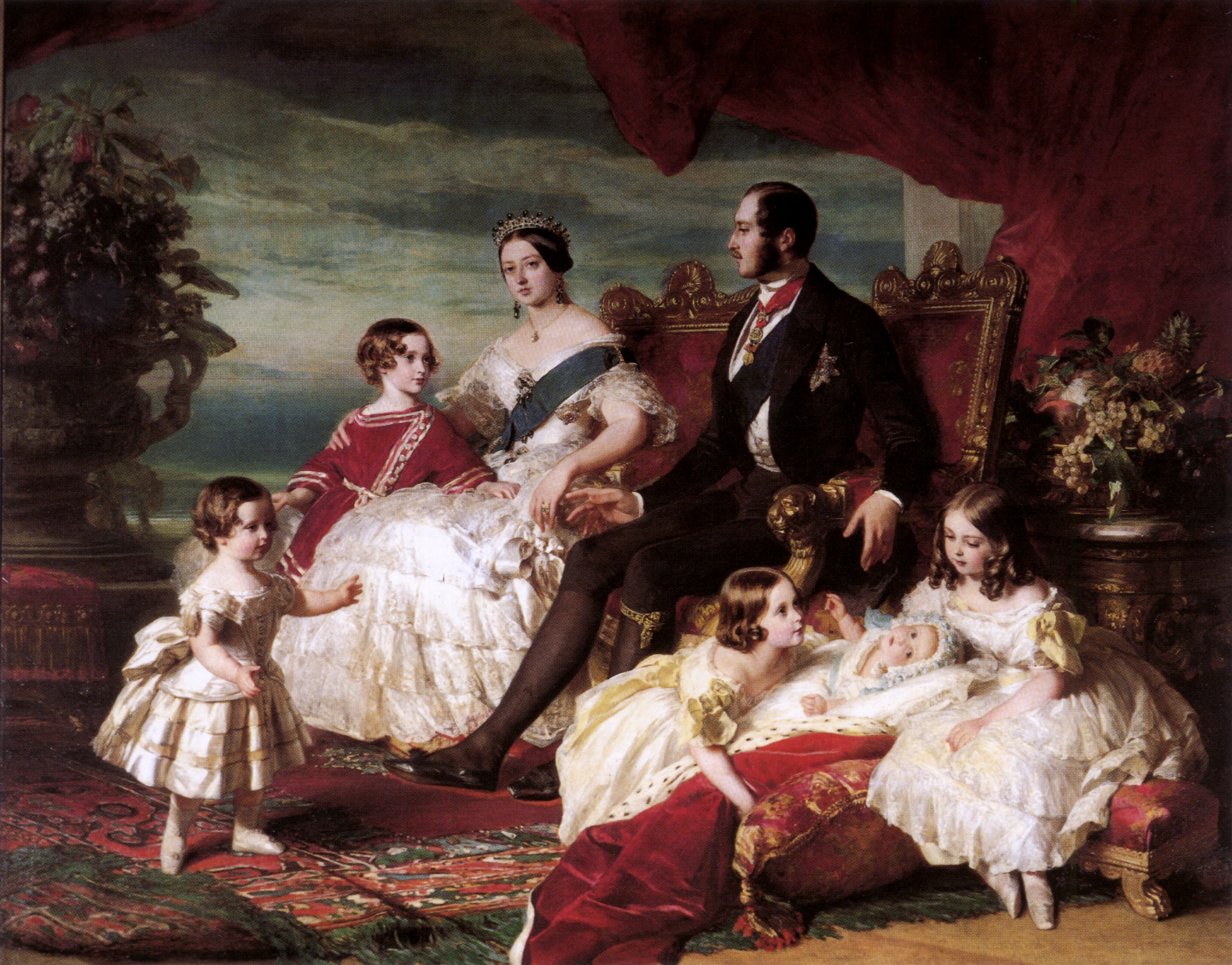
"La Regina Vittoria e la sua famiglia", ritratto di Franz Xaver Winterhalter

Nel 1852 Alberto iniziò i lavori per trasformare il castello di Balmoral ed espandere i suoi possedimenti. Quello stesso anno, egli venne nominato alla guida di molti uffici di governo rimasti vacanti dopo la morte di Arthur Wellesley, I duca di Wellington, tra cui la guida della Trinity House e il ruolo di comandante in capo dei Granatieri Reali. Con l'esclusione del conservatore Wellington, Alberto fu in grado altresì di modernizzare l'esercito, che si presentava ormai antiquato negli armamenti e nelle strategie. Egli ebbe un ruolo importante anche nella guerra russo-ottomana optando per una soluzione diplomatica. Palmerston si presentava invece maggiormente propenso alla guerra e favoriva una politica tesa a prevenire l'espansione russa. Palmerston venne escluso con delle manovre di governo dal gabinetto nel dicembre del 1853, ma nello stesso tempo la flotta russa attaccò quella ottomana ancorata a Sinope. Palmerston venne accusato dai giornali inglesi di essere sostenitore di questo inutile massacro e venne destituito per poi essere riammesso due settimane dopo e con lui ovviamente ne risentì la stessa figura di Alberto, iniziando a circolare voci di un suo arresto per tradimento nei confronti della corona inglese.
Da marzo del 1854 il Regno Unito e la Russia vennero coinvolte nella guerra di Crimea, anche se, fin dall'inizio, fu evidente la mancanza di preparazione ed equipaggiamento degli inglesi nello scontro. Il primo ministro, George Gordon, IV conte di Aberdeen, diede le proprie dimissioni e Palmerston gli succedette. A questo punto fu però necessario negoziare la fine della guerra con il trattato di Parigi del 1856. Durante lo scontro, Alberto trovò anche il tempo di combinare un matrimonio tra la sua figlia quattordicenne Vittoria con il principe di Prussia Federico Guglielmo, anche se il matrimonio non venne celebrato sino al compimento del diciassettesimo anno della ragazza. Alberto, oltre al prestigioso matrimonio, si augurava che sua figlia, dotata di liberalità e acume come lui, fosse in grado di influenzare positivamente lo Stato prussiano, aprendolo anche all'alleanza con l'Inghilterra.

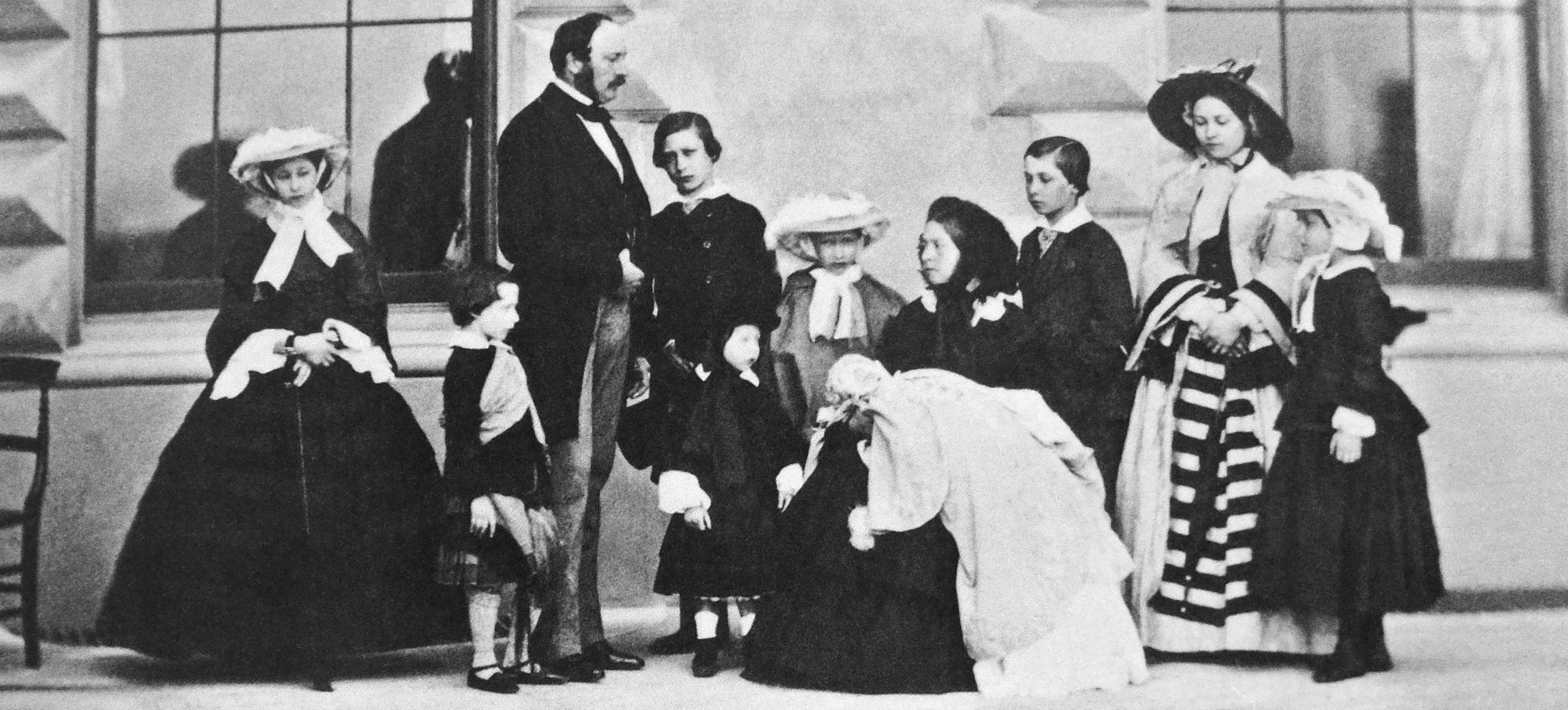
Il principe Alberto, la regina Vittoria e i loro nove figli. Da sinistra a destra: la principessa Alice, il principe Arturo, il Principe Consorte, il Principe di Galles, il principe Leopoldo (di fronte a lui), la principessa Luisa, la regina Vittoria con la principessa Beatrice, il principe Alfredo, la principessa Vittoria e la principessa Elena

Alberto nel contempo continuava a svolgere brillantemente il suo ruolo pubblico e nel 1857 pubblicò una raccolta di suoi discorsi. Riconosciuto universalmente come il principale tra i promotori dell'educazione e del progresso tecnologico in Inghilterra, veniva sovente invitato a presenziare a convegni ed eventi pubblici. Malgrado questo egli incontrò una certa opposizione da parte del mondo ecclesiastico in particolare dopo la sua proposta di concedere il cavalierato a Charles Darwin per la pubblicazione del suo L'origine delle specie, che venne rigettata dal parlamento.
Alberto fu anche padre amorevole e la governante dei suoi figli, la baronessa Sarah Lyttelton lo descriveva come paziente e gentile, giocherellone e felice di trascorrere del tempo con i suoi figli. Si mostrò commosso della partenza della figlia maggiore nel 1858 alla volta della Prussia dopo l'ufficializzazione del fidanzamento con il principe ereditario tedesco, e mostrò disappunto per il fatto che il figlio primogenito, il Principe di Galles, non rispondesse correttamente all'intenso programma educativo che egli personalmente aveva disegnato per lui, non esitando a punirlo personalmente. All'età di sette anni il principe di Galles aveva sei ore al giorno di istruzione, tra le quali spiccavano un'ora di tedesco e un'ora di francese.

### Gli ultimi anni

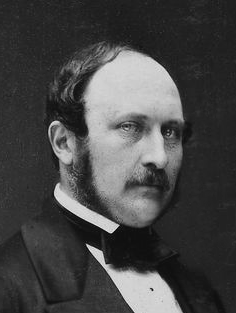
Alberto nel 1860

Durante un viaggio a Coburgo nell'autunno del 1860 Alberto ebbe un incidente in carrozza e ne uscì leggermente leso, anche se le sue condizioni gli fecero presagire che il suo tempo era ormai giunto al termine.
Nel 1861 morì la madre della regina Vittoria (zia anche di Alberto) e Alberto decise di prendersi anche le incombenze della suocera in campo pubblico malgrado fosse egli stesso malato di problemi cronici allo stomaco. Ad agosto di quell'anno Vittoria e Alberto visitarono il Curragh Camp, in Irlanda, dove il principe di Galles stava prestando servizio militare.
Da novembre Vittoria e Alberto tornarono a Windsor e il principe di Galles fece ritorno a Cambridge dove era studente. Due dei cugini di Alberto, il re Pietro V del Portogallo e il principe Ferdinando del Portogallo, morirono di febbre tifoidea. Nel contempo, il principe di Galles venne coinvolto in un'avventura galante con l'attrice irlandese Nellie Clifden. Alberto non esitò a recarsi personalmente dal figlio per discutere con lui della scandalosa relazione che stava intrattenendo.
Il 9 dicembre di quell'anno William Jenner gli diagnosticò una febbre tifoidea, alla quale si aggiunse poi un'improvvisa congestione polmonare, che portò Alberto alla morte alle 22:50 del 14 dicembre 1861 nella Blue Room del Castello di Windsor, alla presenza della regina e di cinque dei suoi figli. La figlia Vittoria si trovava all'epoca in Germania, Leopoldo in Francia, Alfredo in mare con la marina inglese e Beatrice (la più piccola) era rimasta all'esterno della stanza. Malgrado la diagnosi dell'epoca, moderni studi hanno dimostrato che con tutta probabilità Alberto doveva essere ammalato da almeno due anni e che la malattia che lo portò alla morte fu un cancro ai polmoni.

### Eredità e fama popolare

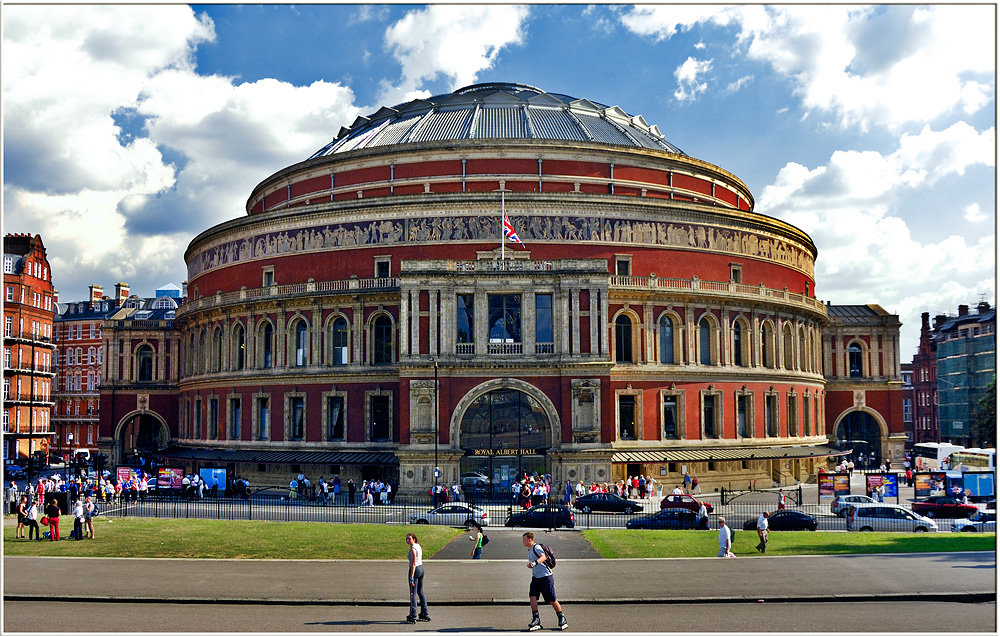
Royal Albert Hall, Londra

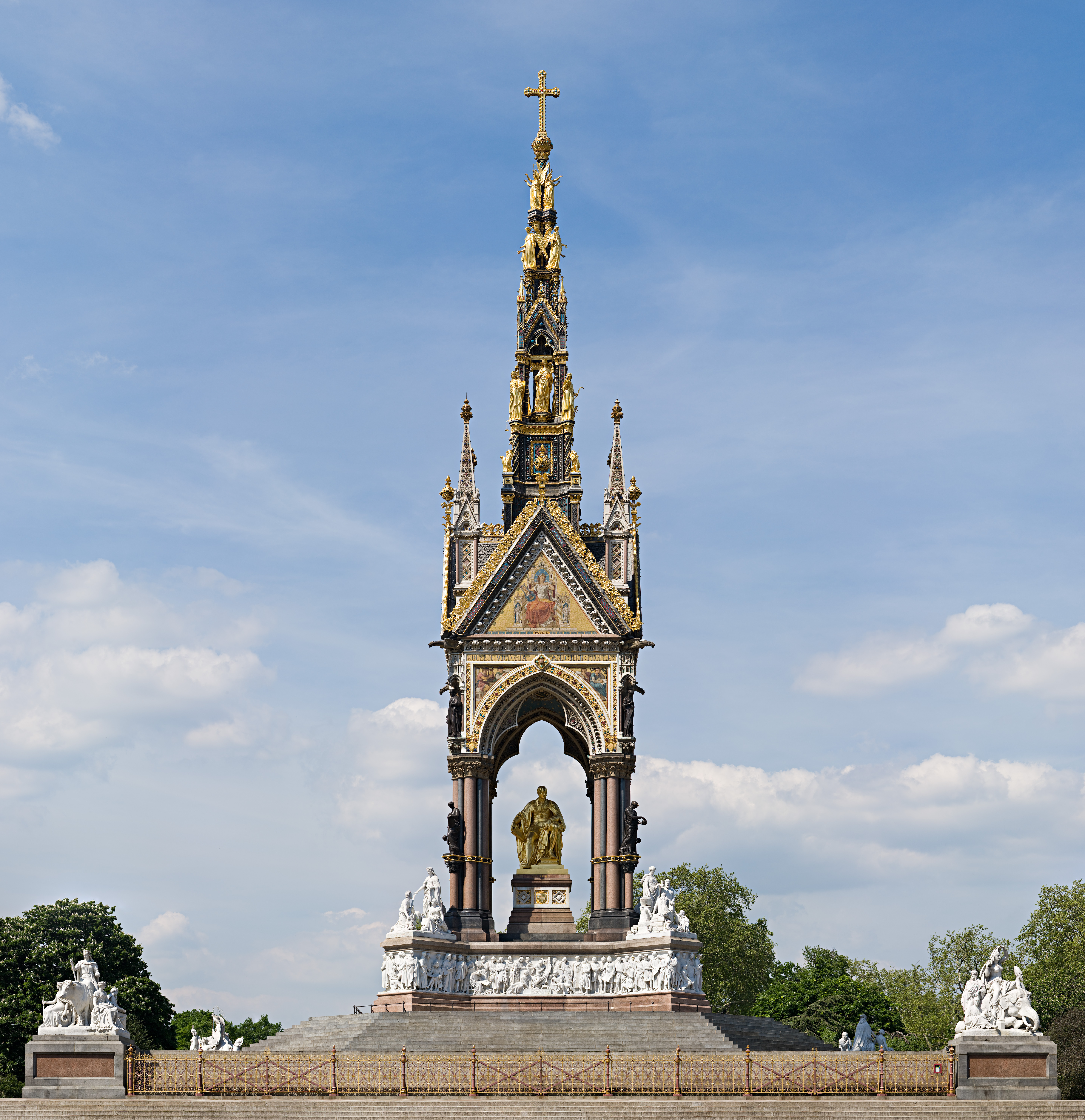
Albert Memorial, Londra

La regina Vittoria fu profondamente colpita dalla morte di Alberto e decise di vestire il lutto per tutti i restanti giorni della sua lunga vita da vedova, così come diede ordine di mantenere le stanze del principe consorte inalterate come al giorno della morte di Alberto, tradizione che ancora oggi si conserva. Vittoria si ritirò quasi completamente dalla vita pubblica, il che parzialmente contribuì a rovinare quanto suo marito aveva costruito nel tentativo di mostrare al popolo una monarchia fresca e attiva come istituzione nazionale e morale e come esempio per tutti.
Il corpo di Alberto venne temporaneamente sepolto nella Cappella di San Giorgio del Castello di Windsor. Il mausoleo di Frogmore, ove le sue spoglie vennero poi traslate l'anno successivo, non venne completato però sino al 1871. Il sarcofago, dove poi venne sepolta anche la regina, venne ricavato dal più grande blocco di granito mai scavato in Inghilterra. Malgrado Alberto non avesse mai voluto che venisse eretto un monumento con la sua effigie in vita, la regina personalmente si preoccupò di erigere centinaia di monumenti alla sua memoria e non solo nel Regno Unito, ma in tutto l'Impero britannico. Tra i più importanti ricordiamo la Royal Albert Hall e l'Albert Memorial di Londra.
Allo stesso modo molti luoghi vennero dedicati alla memoria del principe Alberto, così come il lago Alberto in Africa, le montagne del principe Albert in Antartide, la città di Prince Albert nel Saskatchewan, oppure la Albert Medal voluta dalla Royal Society of Arts. Da lui presero il nome quattro reggimenti dell'esercito: 11th (Prince Albert's Own) Hussars; Prince Albert's Light Infantry; Prince Albert's Own Leicestershire Regiment of Yeomanry Cavalry e The Prince Consort's Own Rifle Brigade.
Molte furono le biografie scritte su di lui dopo la sua morte, la maggior parte delle quali descritte con tono elogiativo ed enfatico a segno della devozione popolare acquisita da Alberto durante gli anni del suo operato. Theodore Martin compose un magnum opus di cinque libri su Alberto, opera che venne autorizzata e supervisionata personalmente dalla regina Vittoria, a tal punto che i critici letterari dicono che all'interno dell'opera è visibile la mano della regina inglese, anche se rimane una delle principali opere sul personaggio.

## Discendenza
Dalla moglie, la regina Vittoria, Alberto ebbe nove figli:
- Vittoria (21 novembre 1840 - 5 agosto 1901). Sposa, nel 1858, Federico III di Germania; ebbero otto figli
- Edoardo VII (9 novembre 1841 - 6 maggio 1910). Sposa, nel 1863, Alessandra di Danimarca; ebbero sei figli
- Alice (25 aprile 1843 - 14 dicembre 1878) Sposa, nel 1862, Luigi IV d'Assia; ebbero sette figli
- Alfredo (6 agosto 1844 - 31 luglio 1900). Sposa, nel 1874, Marija Aleksandrovna Romanova; ebbero sei figli
- Elena (25 maggio 1846 - 9 giugno 1923). Sposa, nel 1866, Cristiano di Schleswig-Holstein; ebbero sette figli
- Luisa (18 marzo 1848 - 3 dicembre 1939). Sposa, nel 1871, John Campbel, IX Duca di Argyll; non ebbero figli
- Arturo (1º maggio 1850 - 16 gennaio 1942). Sposa, nel 1879, Luisa Margherita di Prussia; ebbero tre figli
- Leopoldo (7 aprile 1853 - 28 marzo 1884). Sposa, nel 1882, Elena di Waldeck e Pyrmont; ebbero due figli
- Beatrice (14 aprile 1857 - 26 ottobre 1944). Sposa, nel 1885, Enrico di Battenberg; ebbero quattro figli, di cui due maschi affetti da emofilia e una femmina portatrice sana

Insieme alla moglie Vittoria il principe Alberto è considerato il "nonno d'Europa" in quanto antenato comune delle principali casate regnanti d'Europa e questo fu in particolare dovuto agli ottimi matrimoni contratti dai suoi figli. Un esempio di questa situazione può essere trovato nel fatto che tre dei maggiori regnanti coinvolti nella prima guerra mondiale su lati opposti fossero o suoi nipoti o sposati a suoi nipoti:
- il kaiser Guglielmo II di Germania era figlio della figlia Vittoria;
- il re Giorgio V del Regno Unito era figlio del figlio Edoardo;
- lo zar Nicola II di Russia era sposato con la zarina Alessandra, figlia della figlia Alice.

Altre sue nipoti sedevano come regine consorti sui troni di Grecia, Norvegia e Romania.
A eccezione di Alberto II di Monaco nel 2025 tutti i regnanti europei sono discendenti del principe Alberto: Carlo III del Regno Unito, Filippo VI di Spagna, Federico X di Danimarca, Harald V di Norvegia e Carlo XVI Gustavo di Svezia.
Sono pure suoi discendenti gli ex re Guglielmo II di Germania, Costantino II di Grecia, Pietro II di Jugoslavia e Michele I di Romania.
| Alberto di Sassonia- Coburgo e Gotha | Edoardo VII del Regno Unito Re del Regno Unito                      | Maud del Galles Regina consorte di Norvegia                | Olav V di Norvegia Re di Norvegia                  | Harald V di Norvegia Re di Norvegia                                                                              |
| Alberto di Sassonia- Coburgo e Gotha | Edoardo VII del Regno Unito Re del Regno Unito                      | Giorgio V del Regno Unito Re del Regno Unito               | Edoardo VIII del Regno Unito Re del Regno Unito    | |
| Alberto di Sassonia- Coburgo e Gotha | Edoardo VII del Regno Unito Re del Regno Unito                      | Giorgio V del Regno Unito Re del Regno Unito               | Giorgio VI del Regno Unito Re del Regno Unito      | Elisabetta II del Regno Unito Regina del Regno Unito                                                             |
| Alberto di Sassonia- Coburgo e Gotha | Alice di Sassonia-Coburgo-Gotha                                     | Vittoria d'Assia-Darmstadt                                 | Alice di Battenberg                                | Filippo di Edimburgo Principe consorte del Regno Unito                                                           |
| Alberto di Sassonia- Coburgo e Gotha | Alice di Sassonia-Coburgo-Gotha                                     | Vittoria d'Assia-Darmstadt                                 | Luisa Mountbatten Regina consorte di Svezia        | |
| Alberto di Sassonia- Coburgo e Gotha | Alice di Sassonia-Coburgo-Gotha                                     | Alice d'Assia Imperatrice consorte di tutte le Russie      |                                                    | |
| Alberto di Sassonia- Coburgo e Gotha | Vittoria di Sassonia-Coburgo-Gotha Imperatrice consorte di Germania | Guglielmo II di Germania Imperatore di Germania            | Vittoria Luisa di Prussia                          | Federica di Hannover Regina consorte dei Greci (madre della regina di Spagna Sofia e di Costantino II di Grecia) |
| Alberto di Sassonia- Coburgo e Gotha | Vittoria di Sassonia-Coburgo-Gotha Imperatrice consorte di Germania | Sofia di Prussia Regina consorte dei Greci                 | Giorgio II di Grecia Re dei Greci                  | |
| Alberto di Sassonia- Coburgo e Gotha | Vittoria di Sassonia-Coburgo-Gotha Imperatrice consorte di Germania | Sofia di Prussia Regina consorte dei Greci                 | Alessandro di Grecia Re dei Greci                  | Alessandra di Grecia Regina consorte di Jugoslavia                                                               |
| Alberto di Sassonia- Coburgo e Gotha | Vittoria di Sassonia-Coburgo-Gotha Imperatrice consorte di Germania | Sofia di Prussia Regina consorte dei Greci                 | Paolo di Grecia Re dei Greci                       | Sofia di Grecia Regina consorte di Spagna                                                                        |
| Alberto di Sassonia- Coburgo e Gotha | Vittoria di Sassonia-Coburgo-Gotha Imperatrice consorte di Germania | Sofia di Prussia Regina consorte dei Greci                 | Paolo di Grecia Re dei Greci                       | Costantino II di Grecia Re dei Greci                                                                             |
| Alberto di Sassonia- Coburgo e Gotha | Vittoria di Sassonia-Coburgo-Gotha Imperatrice consorte di Germania | Sofia di Prussia Regina consorte dei Greci                 | Elena di GreciaRegina di Romania                   | Michele I di Romania Re di Romania                                                                               |
| Alberto di Sassonia- Coburgo e Gotha | Vittoria di Sassonia-Coburgo-Gotha Imperatrice consorte di Germania | Sofia di Prussia Regina consorte dei Greci                 | Irene di GreciaRegina di Croazia, Duchessa d'Aosta | Michele I di Romania Re di Romania                                                                               |
| Alberto di Sassonia- Coburgo e Gotha | Alfredo di Sassonia-Coburgo-Gotha                                   | Maria di Sassonia-Coburgo-Gotha Regina consorte di Romania | Carlo II di Romania Re di Romania                  | Michele I di Romania Re di Romania                                                                               |
| Alberto di Sassonia- Coburgo e Gotha | Alfredo di Sassonia-Coburgo-Gotha                                   | Maria di Sassonia-Coburgo-Gotha Regina consorte di Romania | Elisabetta di Romania Regina consorte dei Greci    | |
| Alberto di Sassonia- Coburgo e Gotha | Alfredo di Sassonia-Coburgo-Gotha                                   | Maria di Sassonia-Coburgo-Gotha Regina consorte di Romania | Maria di Jugoslavia Regina consorte di Jugoslavia  | Pietro II di Jugoslavia Re di Jugoslavia                                                                         |
| Alberto di Sassonia- Coburgo e Gotha | Arturo di Sassonia-Coburgo-Gotha                                    | Margherita di Connaught                                    | Ingrid di Svezia Regina consorte di Danimarca      | Margherita II di Danimarca Regina di Danimarca                                                                   |
| Alberto di Sassonia- Coburgo e Gotha | Arturo di Sassonia-Coburgo-Gotha                                    | Margherita di Connaught                                    | Ingrid di Svezia Regina consorte di Danimarca      | Anna Maria di Danimarca Regina consorte dei Greci                                                                |
| Alberto di Sassonia- Coburgo e Gotha | Arturo di Sassonia-Coburgo-Gotha                                    | Margherita di Connaught                                    | Gustavo Adolfo di Svezia                           | Carlo XVI Gustavo di Svezia Re di Svezia                                                                         |
| Alberto di Sassonia- Coburgo e Gotha | Leopoldo di Sassonia-Coburgo-Gotha                                  | Carlo Edoardo di Sassonia-Coburgo-Gotha                    | Sibilla di Sassonia-Coburgo-Gotha                  | Carlo XVI Gustavo di Svezia Re di Svezia                                                                         |
| Alberto di Sassonia- Coburgo e Gotha | Beatrice di Sassonia-Coburgo-Gotha                                  | Vittoria Eugenia di Battenberg Regina consorte di Spagna   | Giovanni di Borbone-Spagna                         | Juan Carlos I di Spagna Re di Spagna                                                                             |

## Ascendenza
|                                              |                                              |                                                    | Genitori                                              |  |  | Nonni |  |  | Bisnonni                                            |  |  | Trisnonni                                           |  |
|                                              |                                              |                                                    |                                                       |  |  |       |  |  | Ernesto Federico, duca di Sassonia-Coburgo-Saalfeld |  |  | Francesco Giosea, duca di Sassonia-Coburgo-Saalfeld |  |
|                                              |                                              |                                                    |                                                       |  |  |       |  |  | Ernesto Federico, duca di Sassonia-Coburgo-Saalfeld |  |  | Francesco Giosea, duca di Sassonia-Coburgo-Saalfeld |  |
|                                              |                                              | Anna Sofia di Schwarzburg-Rudolstadt               |                                                       |  |  |       |  |  | Ernesto Federico, duca di Sassonia-Coburgo-Saalfeld |  |  |                                                     |  |
| Francesco, duca di Sassonia-Coburgo-Saalfeld |                                              |                                                    |                                                       |  |  |       |  |  | Ernesto Federico, duca di Sassonia-Coburgo-Saalfeld |  |  |                                                     |  |
|                                              |                                              | Sofia Antonia di Brunswick-Wolfenbüttel            | Ferdinando Alberto II, duca di Brunswick-Wolfenbüttel |  |  |       |  |  |                                                     |  |  |                                                     |  |
|                                              |                                              | Sofia Antonia di Brunswick-Wolfenbüttel            | Ferdinando Alberto II, duca di Brunswick-Wolfenbüttel |  |  |       |  |  |                                                     |  |  |                                                     |  |
|                                              |                                              | Sofia Antonia di Brunswick-Wolfenbüttel            | Antonietta Amalia di Brunswick-Wolfenbüttel           |  |  |       |  |  |                                                     |  |  |                                                     |  |
| Ernesto I, duca di Sassonia-Coburgo e Gotha  |                                              | Sofia Antonia di Brunswick-Wolfenbüttel            |                                                       |  |  |       |  |  |                                                     |  |  |                                                     |  |
|                                              |                                              | Enrico XXIV, conte Reuss di Ebersdorf              | Enrico XIX, conte Reuss di Ebersdorf                  |  |  |       |  |  |                                                     |  |  |                                                     |  |
|                                              |                                              | Enrico XXIV, conte Reuss di Ebersdorf              | Enrico XIX, conte Reuss di Ebersdorf                  |  |  |       |  |  |                                                     |  |  |                                                     |  |
|                                              |                                              | Enrico XXIV, conte Reuss di Ebersdorf              | Sofia Teodora di Castell-Remlingen                    |  |  |       |  |  |                                                     |  |  |                                                     |  |
| Augusta di Reuss-Ebersdorf                   |                                              | Enrico XXIV, conte Reuss di Ebersdorf              |                                                       |  |  |       |  |  |                                                     |  |  |                                                     |  |
|                                              |                                              | Carolina Ernestina di Erbach-Schönberg             | Giorgio Augusto, conte di Erbach-Schönberg            |  |  |       |  |  |                                                     |  |  |                                                     |  |
|                                              |                                              | Carolina Ernestina di Erbach-Schönberg             | Giorgio Augusto, conte di Erbach-Schönberg            |  |  |       |  |  |                                                     |  |  |                                                     |  |
|                                              |                                              | Carolina Ernestina di Erbach-Schönberg             | Ferdinanda Enrichetta di Stolberg-Gedern              |  |  |       |  |  |                                                     |  |  |                                                     |  |
| Alberto di Sassonia-Coburgo e Gotha          |                                              | Carolina Ernestina di Erbach-Schönberg             |                                                       |  |  |       |  |  |                                                     |  |  |                                                     |  |
|                                              | Ernesto II, duca di Sassonia-Gotha-Altenburg | Federico III, duca di Sassonia-Gotha-Altenburg     |                                                       |  |  |       |  |  |                                                     |  |  |                                                     |  |
|                                              | Ernesto II, duca di Sassonia-Gotha-Altenburg | Federico III, duca di Sassonia-Gotha-Altenburg     |                                                       |  |  |       |  |  |                                                     |  |  |                                                     |  |
|                                              | Ernesto II, duca di Sassonia-Gotha-Altenburg | Luisa Dorotea di Sassonia-Meiningen                |                                                       |  |  |       |  |  |                                                     |  |  |                                                     |  |
| Augusto, duca di Sassonia-Gotha-Altenburg    | Ernesto II, duca di Sassonia-Gotha-Altenburg |                                                    |                                                       |  |  |       |  |  |                                                     |  |  |                                                     |  |
|                                              |                                              | Carlotta di Sassonia-Meiningen                     | Antonio Ulrico, duca di Sassonia-Meiningen            |  |  |       |  |  |                                                     |  |  |                                                     |  |
|                                              |                                              | Carlotta di Sassonia-Meiningen                     | Antonio Ulrico, duca di Sassonia-Meiningen            |  |  |       |  |  |                                                     |  |  |                                                     |  |
|                                              |                                              | Carlotta di Sassonia-Meiningen                     | Carlotta Amalia d'Assia-Philippsthal                  |  |  |       |  |  |                                                     |  |  |                                                     |  |
| Luisa di Sassonia-Gotha-Altenburg            |                                              | Carlotta di Sassonia-Meiningen                     |                                                       |  |  |       |  |  |                                                     |  |  |                                                     |  |
|                                              |                                              | Federico Francesco I, duca di Meclemburgo-Schwerin | Luigi, duca di Meclemburgo-Schwerin                   |  |  |       |  |  |                                                     |  |  |                                                     |  |
|                                              |                                              | Federico Francesco I, duca di Meclemburgo-Schwerin | Luigi, duca di Meclemburgo-Schwerin                   |  |  |       |  |  |                                                     |  |  |                                                     |  |
|                                              |                                              | Federico Francesco I, duca di Meclemburgo-Schwerin | Carlotta Sofia di Sassonia-Coburgo-Saalfeld           |  |  |       |  |  |                                                     |  |  |                                                     |  |
| Luisa Carlotta di Meclemburgo-Schwerin       |                                              | Federico Francesco I, duca di Meclemburgo-Schwerin |                                                       |  |  |       |  |  |                                                     |  |  |                                                     |  |
|                                              |                                              | Luisa di Sassonia-Gotha-Altenburg                  | Giovanni Augusto di Sassonia-Gotha-Altenburg          |  |  |       |  |  |                                                     |  |  |                                                     |  |
|                                              |                                              | Luisa di Sassonia-Gotha-Altenburg                  | Giovanni Augusto di Sassonia-Gotha-Altenburg          |  |  |       |  |  |                                                     |  |  |                                                     |  |
|                                              |                                              | Luisa di Sassonia-Gotha-Altenburg                  | Luisa di Reuss-Schleiz                                |  |  |       |  |  |                                                     |  |  |                                                     |  |
|                                              |                                              | Luisa di Sassonia-Gotha-Altenburg                  |                                                       |  |  |       |  |  |                                                     |  |  |                                                     |  |

## Titoli e trattamento
- 26 agosto 1819 - 12 novembre 1826: Sua Altezza Serenissima, il principe Alberto di Sassonia-Coburgo-Saalfeld, duca di Sassonia, principe di Sassonia-Coburgo-Saalfeld
- 12 novembre 1826 - 6 febbraio 1840: Sua Altezza Serenissima, il principe Alberto di Sassonia-Coburgo e Gotha, duca di Sassonia, principe di Sassonia-Coburgo e Gotha [92]
- 7 febbraio 1840 - 25 giugno 1857: Sua Altezza Reale, il principe Alberto di Sassonia-Coburgo e Gotha, duca di Sassonia, principe di Sassonia-Coburgo e Gotha[93]
- 25 giugno 1857 - 14 dicembre 1861: Sua Altezza Reale, il principe Alberto di Sassonia-Coburgo e Gotha, principe consorte, duca di Sassonia, principe di Sassonia-Coburgo e Gotha[94]